# Augusta (Geòrgia)
Augusta és una ciutat ubicada al Comtat de Richmond a Geòrgia, Estats Units d'Amèrica, de 192.851 habitants segons una estimació l'any 2008 i amb una densitat de 250 per km². Augusta és la ciutat més poblada del comtat, la segona ciutat més poblada de l'estat (després d'Atlanta) i la 113a ciutat més poblada del país. Es troba a uns 240 quilòmetres per carretera de la capital de Geòrgia, Atlanta. L'actual alcalde és Deke Copenhaver.

## Ciutats agermanades
- Takarazuka, Japó
- Biàrritz, França

## Personalitats notables
- Zaidee Jackson (1898-1970) ballarina i cantant de jazz, música espiritual i pop i actriu afroamericana del Renaixement de Harlem
- Percival Everett (1956), escriptor afroamericà